# Octospermum
Octospermum es un género con una especie, Octospermum pleiogynum, de plantas de flores perteneciente a la familia Euphorbiaceae. 
Está considerado un sinónimo del género Mallotus